# كثير بن مرة
كثير بن مرة الإمام الحجة أبو شجرة الحضرمي الرهاوي الشامي الحمصي الأعرج ويكنى أبا القاسم. حدث مرسلا عن النبي وحدث عن معاذ بن جبل وعمر بن الخطاب وتميم الداري وعبادة بن الصامت وعوف بن مالك وأبي الدرداء ونعيم بن همار وأبي هريرة وعقبة بن عامر وأبي فاطمة الأزدي وشرحبيل بن السمط وعبد الله بن عمرو وابن عمر وعدة.
حدث عنه أبو الزاهرية حدير بن كريب وخالد بن معدان وصالح بن أبي عريب ومكحول وشريح بن عبيد وعبد الرحمن بن جبير بن نفير ولقمان بن عامر ونصر بن علقمة وعبد الرحمن بن عائذ وآخرون وروى عنه زيد بن واقد مرسلا. وثقه ابن سعد وأحمد العجلي وغيرهما وقال ابن خراش صدوق وقال النسائي لا بأس به.
روي أن عبد العزيز بن مروان كتب إلى كثير بن مرة وكان قد أدرك بحمص سبعين بدريا قال الليث وكان يسمى الجند المقدم قال فكتب إليه أن يكتب إليه بما سمع من أصحاب رسول الله من أحاديثهم إلا حديث أبي هريرة فإنه عندنا. وعن كثير بن مرة قال دخلت المسجد يوم الجمعة فمررت بعوف بن مالك الأشجعي وهو باسط رجليه فضمهما ثم قال يا كثير أتدري لم بسطت رجلي بسطتهما رجاء أن يجيء رجل صالح فأجلسه وإني لأرجو أن تكون رجلا صالحا.
قال أبو زرعة الدمشقي قلت لدحيم فمن يكون مع جبير بن نفير وأبي إدريس الخولاني في طبقتهما قال كثير بن مرة فذاكرته سنة ومناظرة أبي الدرداء إياه في القراءة خلف الإمام وقول عوف فيه إني لأرجو أن تكون صالحا فرآه معهما في طبقة قال أبو مسهر بقي كثير إلى خلافة عبد الملك.
قال الذهبي: عداده في المخضرمين ومات مع أبي أمامة الباهلي أو قبله، أخبرنا أحمد بن إسحاق أنبأنا أكمل بن أبي الأزهر أنبأنا سعيد بن أحمد بن البناء أنبأنا أبو نصر الزينبي أنبأنا محمد بن عمر الوراق حدثنا عبد الله بن أبي داود حدثنا الحسن بن عرفه حدثنا إسماعيل بن عياش عن بحير بن سعد الكلاعي عن خالد بن معدان عن كثير بن مرة عن معاذ بن جبل عن النبي قال لا تؤذي امرأة زوجها في الدنيا إلا قالت زوجته من الحور العين لا تؤذيه قاتلك الله فإنما هو عندك دخيل يوشك أن يفارقك إلينا أخرجه الترمذي عن الحسن فوافقناه بعلو وإسناده صحيح متصل.